# Nancy Chaffee
Nancy Chaffee Whitaker (* 6. März 1929 in Ventura; † 11. August 2002 in Coronado) war eine US-amerikanische Tennisspielerin.

## Karriere
Nach einer Finalniederlage 1949 gegen Gussie Moran gewann Nancy Chaffee zwischen 1950 und 1952 dreimal die US Indoor Championships, das Vorgängerturnier der WTA U.S. Indoors, wo sie Althea Gibson, Beverly Baker und Patricia Canning Todd in den Finalpartien bezwang.
Im Einzel spielte Chaffee sich 1950 bis ins Halbfinale, wo sie von der späteren Turniersiegerin Margaret Osborne duPont besiegt wurde. Sie erreichte 1951 sowohl in Wimbledon als auch bei den U.S. Championships, die später in die US Open umbenannt wurden, das Viertelfinale, wo sie jeweils von Doris Hart geschlagen wurde. Im Doppel erreichte sie 1950 und 1951 mit zwei verschiedenen Doppelpartnerinnen das Halbfinale von Wimbledon, das sie in beiden Jahren der Paarung Louise Brough und Margaret Osborne duPont verloren. Ihr bestes Grand-Slam-Ergebnis hatte sie 1951, als sie gemeinsam Patricia Canning Todd das Doppelfinale der U.S. Championships gegen Shirley Fry und Doris Hart verlor.
Beim Wightman Cup 1951 kam sie im Doppel zum Einsatz. Sie gewann ihr Match und die USA besiegten das Vereinigte Königreich 6:1.
Nach ihrer aktiven Karriere wurde Chaffee Sportkommentatorin beim US-amerikanischen Fernsehsender ABC, entwickelte Tennisprogramme für Resorts und veranstaltete eine Wohltätigkeits-Tennisturnier für Amateure, um die American Cancer Society zu unterstützen.

## Persönliches
Am 13. Oktober 1951 heiratete sie den Baseballspieler Ralph Kiner, mit dem sie drei Kinder hatte. Im Jahr 1991 heiratete sie den Sportreporter Jack Whitaker, mit dem sie bis zu ihrem Tod verheiratet war. Sie starb aufgrund von Komplikationen in Folge einer Krebserkrankung.

## Finalteilnahmen bei Grand-Slam-Turnieren

### Doppel
| Nr. | Datum             | Turnier                     | Belag | Partnerin     | Finalgegnerinnen       | Ergebnis |
| --- | ----------------- | --------------------------- | ----- | ------------- | ---------------------- | -------- |
| 1.  | 5. September 1951 | U.S. National Championships | Rasen | Patricia Todd | Shirley Fry Doris Hart | 4:6, 2:6 |